# Cunningham (krater)
För andra betydelser, se Cunningham (olika betydelser).
Cunningham är en nedslagskrater på planeten Merkurius, med en diameter på ungefär 37 kilometer.
2008 uppkallades kratern efter den amerikanska fotografen Imogen Cunningham.